# Llei fonamental per a la República Federal d'Alemanya
La Llei Fonamental per a la República Federal d'Alemanya (en alemany Grundgesetz für die BUNDESREPUBLIK Deutschland) és el nom de la Constitució promulgada el 23 de maig de 1949 per l'Alemanya Occidental.
El legislador va utilitzar l'expressió "Llei Fonamental" en comptes de "Constitució", en part pel desig de marcar el text amb cert caràcter de provisionalitat, comptant que part d'Alemanya havia quedat separada pel teló d'acer, i que per això, una porció de la nació no quedava sotmesa a la norma suprema.
Està basada en la Constitució de la República de Weimar, però permet major autoritat dels governs dels Estats federats. Una de les diferències a la Constitució de Weimar està en el paper del cap d'Estat: mentre el Reichspräsident de Weimar tenia certes prerrogatives a l'hora de formar govern i podia fins i tot governar en contra de la majoria parlamentària mitjançant els anomenats "decrets d'urgència" (un dels factors elementals que van portar a l'enfonsament de la primera democràcia alemanya), el president Federal pràcticament només té funcions representatives. A més, es va tractar de "blindar" l'essència democràtica de la Grundgesetz contra possibles avenços de partits totalitaris mitjançant una "clàusula d'eternitat" (art. 79.3) que impedeix la modificació dels principis formulats en els articles 1 i 20 de la Constitució (referents a la dignitat de l'ésser humà ia l'organització estatal com un Estat federal, democràtic i social).

## Història
La Llei Fonamental va ser redactada pel Parlamentarischer Rat (Consell Parlamentari), un òrgan de 65 membres nomenats pels governs dels onze estats federats de l'Alemanya Occidental, a instrucció del comandament militar de les zones d'ocupació nord-americana, britànica i francesa. El 8 de maig de 1949, el Parlamentarischer Rat va aprovar la Llei Fonamental amb majoria absoluta (i les veus en contra del Partit Comunista, entre d'altres), el 12 de maig va ser ratificada pels governadors militars i, durant els dies vinents, pels parlaments dels estats federats.
En una sessió tumultuosa durant la nit del 19 al 20 de maig de 1949, el parlament de Baviera va rebutjar el projecte constitucional, exigint més competències per als estats federats. No obstant això, en la mateixa sessió, es va aprovar amb una escassa majoria que la Llei Fonamental també seria vàlida per a Baviera en el cas que dos terços dels altres estats federats la ratifiquessin. Després de la ratificació per tots els altres estats federats, la Llei Fonamental va ser proclamada pel Parlamentarischer Rat el 23 de maig de 1949, entrant en vigor l'endemà a tot el territori de les tres zones d'ocupació occidentals i en la part occidental de Berlín.
La constitució no va establir un sistema específic per escollir el Bundestag, però un comitè del Parlamentarischer Rat va redactar una llei que havia de servir per regular les eleccions federals alemanyes de 1949, per deixar que el nou Parlament escollís el sistema electoral. La nova llei electoral fou promulgada el 8 de juliol de 1953 i va ser en base a aquesta que es van celebrar les eleccions del 6 de setembre de 1953, amb un sistema de representació proporcional mixta amb un sistema de doble vot, per a candidats directes i per llista del partitm, amb un mínim del cinc per cent a nivell nacional, obligant a arribar al llindar per accedir a la representació proporcional sense triomfar a cap districte uninominal. A les anteriors eleccions, la clàusula va estar en vigor però a nivell estatal, és a dir, que els partits havien de rebre el 5% dels vots en un estat per rebre representació.
Des de 1949, la Llei Fonamental ha estat modificada unes seixanta vegades. Les reformes més importants van ser la reintroducció del servei militar obligatori i la creació de les Forces Armades Federals (Bundeswehr) a 1956, l'anomenada Constitució per al cas d'Emergència amb la possibilitat de restriccions de drets civils en el cas de guerra, aprovada el 1968 per la Gran Coalició de democristians i socialdemòcrates i molt controvertida en el seu temps, i la reforma del sistema d'Hisenda el 1969.
Després de la reunificació alemanya el 1990, que es va produir formalment mitjançant una adhesió dels cinc estats federats orientals al territori de vigència de la Llei Fonamental, diversos sectors de la societat exigien una reforma profunda per dotar el país amb una Constitució aprovada per tot el poble alemany mitjançant referèndum. No obstant això, l'anomenada Reforma Constitucional de 1994 només va consistir en retocs formals i no es va sotmetre a un referèndum.
El 2006 es va fer una important reforma, que reordenarà les competències entre l'Estat federal i els estats federats. Eliminà la legislació marc i establí la legislació divergent, caracteritzada pel fet que tant la Federació com el Land poden regular una matèria amb el mateix abast, prevalent la més posterior.
La primera frase de l'article 1.1 de la Llei Fonamental, "La dignitat humana és inviolable", va ser copiada el 2004 a l'article II-61 (el primer de la secció de drets fonamentals) de la Constitució de la UE.